# 時課経

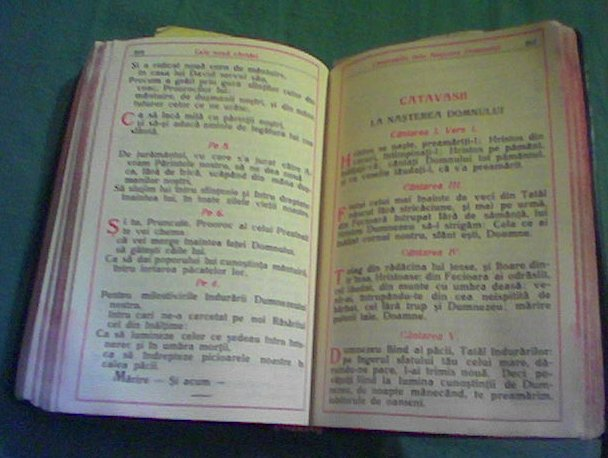
ルーマニア語版時課経

時課経（じかけい、ギリシア語: ῾Ωρολόγιον, 教会スラヴ語: Часocлoвъ, ルーマニア語: Ceaslov, 英語: Horologion）は、正教会の奉神礼で用いられる祈祷書のひとつ。平日・主日の通常の祈祷で誦経者により頻繁に誦読される聖詠・讃詞・祝文をまとめてある。
日本正教会訳（日本語訳）の時課経の初版は1884年（明治17年）。1998年（平成10年）に、殆ど初版と同様の形で再版された。

## 内容
- 夜半課
- 早課
- 第一時課
- 第三時課
- 第六時課
- 聖体礼儀代式
- 第九時課
- 晩課
- 晩堂大課
- 晩堂小課
- 八調経抄録